# R. D. 리드
R. D. 리드(R. D. Reid, 1944년 9월 22일 ~ 2017년 6월 20일)는 캐나다의 배우이다.

## 출연 작품
- 코코넛 히어로 (2015년)
- 맨 온 더 트레인 (2011년) - 이발사 역
- 유 아 히어 (2010년)
- 크라이 오브 더 아울 (2009년)
- 베이비 포뮬라 (2008년)
- 스턱 (2007년) - 매니저 역
- 다이어리 오브 데드 (2007년)
- 내겐 너무 사랑스러운 그녀 (2007년) - 성직자 벅 역
- 폭력의 역사 (2005년) - 팻 역
- 카포티 (2005년)
- 신데렐라 맨 (2005년)
- 세퍼릿 피스 (2004년)
- 새벽의 저주 (2004년) - 글렌 역
- 쉬핑 뉴스 (2001년)
- 빨간머리 앤 - 참된 행복을 찾아서 (2000년)
- 원 킬 (2000년)
- 산타 후 (2000년)
- 더티 픽쳐 (2000년)
- 시즌 오브 러브 (1999년)
- 프리즈너 오브 러브 (1999년)
- 트레이터 (1998년)
- 투 트러블 (1998년)
- 인 히스 파더스 슈즈 (1997년)
- 달과의 약속 (1997년)
- 살인 청부 (1997년)
- 하워드 쇼 (1996년)
- 퍼스트 디그리 (1995년)
- 글렌 굴드에 관한 32개의 이야기 (1993년)
- 사랑은 은반 위에 (1992년)
- 사랑과 살인 (1990년)
- 일방통행 (1988, Murder One)
- 시티 솔저 (1986년)
- 더 파이팅 멘 (1977년)

### 텔레비전
- Ace Lightning (2002)